# Station Ibbenbüren
Station Ibbenbüren is een spoorwegstation in de Duitse plaats Ibbenbüren. Het station werd op 28 juni 1856 geopend. Het station ligt aan de spoorlijn Löhne - Rheine en de spoorlijn Ibbenbüren - Lengerich. Door zijn ligging was het station in het verleden een belangrijk goederenoverslagpunt.

## Ligging
Het station ligt op steenworp afstand ten noordoosten van de binnenstad van Ibbenbüren. Direct ten noorden ligt de aansluiting naar de oude Nike-energiecentrale Ibbenbüren, in gebruik als een onderstation van RWE. 
Naast station Ibbenbüren zijn er twee andere stations in de stad, namelijk Esch en Laggenbeck. Kort ten oosten van de aansluiting van de spoorlijn naar Lengerich bevindt zich aan die lijn uitsluitend voor stoomlocomotieven van de toeristische Teuto-Bahn het station Aasee. Voor het station ligt een busstation met verbindingen naar diverse plaatsen in de omgeving.

## Gebouw
Het huidige stationsgebouw is een bouwwerk van beton uit de jaren '70. Het oude stationsgebouw uit 1856 moest voor de bouw van de stad wijken, het had veel weg van het huidige stationsgebouw van Lingen. Door de nieuwbouw was het mogelijk om een tunnel onder de sporen aan te leggen.

## Sporen
Station Ibbenbüren heeft drie perronsporen. Spoor 1 voor de richting Osnabrück en spoor 2 voor de richting Rheine. Spoor 3 werd vanaf 1964 door de Teutoburger Wald-Eisenbahn bediend, toen zij hun eigen station Ibbenbüren Ost sloten. De sporen zijn niet te bereiken met een lift of andere hulpmiddelen. Spoor 1 kan wel bereikt worden omdat deze direct aan de straat ligt.

### Goederenoverslag
Het goederenstation werd op 2 januari 2002 gesloten. De goederentreinen van de Teutoburger Wald-Eisenbahn rijden tegenwoordig door. In het verleden lag er ook een smalspoorlijn die de kolencentralen van Ibbenbüren bevoorraadde met talrijke overslagpunten. Het kolenvervoer stopte met het ingebruikname van de mijnspoorlijn tussen de in 2018 stilgelegde steenkoolmijn Ibbenbüren en station Esch. Na de stillegging van de Nike-energiecentrale daalde het goederenvervoer verder. In de jaren 2006-2007 werden de sporen afgebroken.

## Treinverbindingen
De volgende treinseries doen station Ibbenbüren aan:

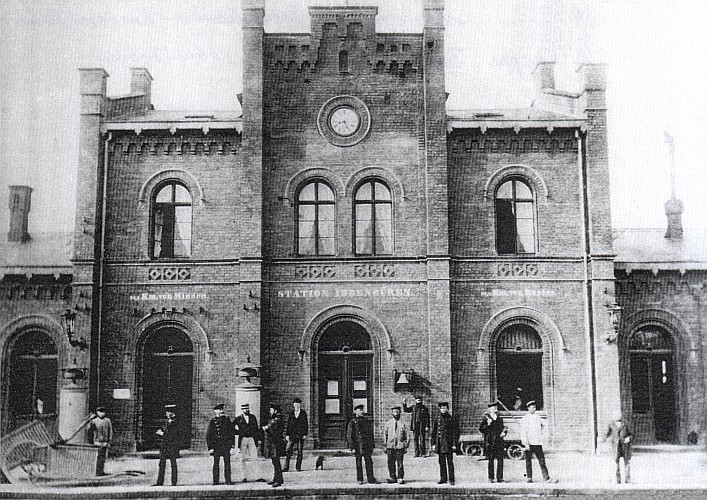
Station Ibbenbüren voor 1900

| Serie       | Treinsoort                       | Route | Bijzonderheden                    |
| ----------- | -------------------------------- | --- | --------------------------------- |
| RE 60       | Regional-Express (Westfalenbahn) | Rheine – Ibbenbüren – Osnabrück Hbf – Bünde (Westf) – Löhne (Westf) – Bad Oeynhausen – Minden (Westf) – Hannover Hbf – Lehrte – Braunschweig Hbf | Ems-Leine-Express 1x per twee uur |
| 20350 RB 61 | Stoptrein/Regionalbahn (Keolis)  | Hengelo – Bad Bentheim – Rheine – Ibbenbüren – Osnabrück Hbf – Bünde(Westf) – Bielefeld Hbf                                                      | Wiehengebirgsbahn                 |